# Belleville Bulls
Belleville Bulls – juniorska drużyna hokejowa grająca w OHL w dywizji wschodniej, konferencji wschodniej. Drużyna ma swoją siedzibę w Belleville w Kanadzie.
- Data założenia: 2 lutego 1981 rok
- Barwy: czarno-czerwono-złoto-białe
- Trener: George Burnett
- Manager: George Burnett
- Hala: Belleville Yardmen Arena

## Osiągnięcia
- Bobby Orr Trophy: 1999, 2008
- J. Ross Robertson Cup: 1999
- Leyden Trophy: 2001, 2002, 2007, 2008, 2009, 2013